# Anfushi
Anfushi (in arabo أنفوشي) è un quartiere di Alessandria d'Egitto, situato proprio nel centro storico cittadino. Si tratta di un quartiere rinomato e molto apprezzato in tutto il mondo per la presenza del forte del sultano mamelucco Qaytbay, che oggi si innalza proprio sul luogo dove anticamente si trovava il celebre Faro di Alessandria, una delle Sette meraviglie del mondo antico.
Di notevole importanza vi si trovano anche la Moschea di Abu El Abbas El Morsi e il club della marina greca, che svolge la sua attività dal 1958. La moschea di Abu El Abbas El Morsi (in arabo جماع ابو الاباس المورسى) è il centro di culto più importante della zona e dell'intera città. Fu costruita nel XIII secolo da un condottiero di origine ispanica, più precisamente dell'Andalusia, Abu El Abbas El Morsi, che visse qui gli ultimi anni della sua vita. In realtà la moschea fu progettata dagli architetti italiani dal 1920 al 1941 Eugenio Val Balzagna e Mario Rossi. La moschea si trova nei pressi del forte di Qaytbay.
Il nome Anfushi deriva dall'arabo العنف El Anf, che significa "il naso"; ciò significa che questo quartiere è ben collegato con la città di Alessandria da quella che una volta era l'Isola di Faros. Tuttavia il quartiere deve il suo nome ad Augusto Anfossi, un milite italiano recatosi in Egitto al tempo di Mehmet Ali.